# Anthocephala
Anthocephala là một chi chim trong họ Trochilidae.

## Các loài
Có 2 loài trong chi:
- Anthocephala floriceps
- Anthocephala berlepschi